# 五違四必
五违四必是2015年7月起中華人民共和國上海市當局開展的违法用地、违法建设、违法排污、违法经营、違法居住以及「违法建筑必须拆除」、「违法经营必须取缔」、「安全隐患必须消除」、「极度脏乱差现象必须整治」的城市生态环境综合治理項目。

## 背景
2014年底，上海市领导要求上海市住房和城乡建设管理委员会力争用三年时间整体提升上海在城市安全、生态文明、产业和人口结构等方面的水平。2015年初的上海市人民代表大会上，上海市委书记韩正在参加浦东新区代表团审议时，上海市人大代表爱新觉罗·德甄向上海市委书记韩正反映了合庆镇勤奋村環境脏乱的問題，韩正表示合庆地区的环境污染问题年内必须解决。上海市住房和城乡建设管理委员会隨後在上海市范围开展调研，调研中发现在城乡接合部高能耗、高污染高风险的企业佔據大量农用地并建造不少违法建筑，而這些企業又产生废水、废气等有毒有害物质並直接排放河道、埋入地下、污染環境以及破坏土壤。2015年6月，上海市政府第八十五次常务会议审议并通过《关于进一步加强本市部分区城生态环境综合治理的实施意见》，要求打擊严重污染环境的违法用地、违法建设和違法生产经营等行为並且力争用3年时间遏制重点整治區域的环境污染问题。
2015年8月，上海市委书记韩正先后对闵行區華漕鎮许浦村、黄浦區上海老城厢、浦东合庆镇等地方进行调研。

## 開展整治
2015年9月，五違四必整治行動在閔行区许浦村等地启动。全村拆除57万平方米建筑，关闭256家企业，560多个摊点被當局要求搬離，外来人口减少一半。拆违之后，许浦村为每户村民统一建院墙，新建绿地花园，铺设地下管网，並對许浦河進行疏浚。
2015年9月15日，上海市委书记韩正在合庆镇勤奋村召开的第一次补短板现场会上表示违法建筑必须拆除、违法经营必须取缔、安全隐患必须消除、极度脏乱差现象必须整治。现场会上，上海市委，市政府要求建立市领导联系督导和每季度召开现场会的工作机制。當局通过两轮整治，浦东新区合庆地区消除违法用地244069平方米，拆除建筑623244平方米，整治排污企业32家，整治消防安全隐患290处、生产安全隐患598处，查处经营企业29家，罚款25万元並关闭1家企業。 
青浦青东地区和奉贤海湾鎮地区拆除了40万平方米建筑，武警等部队单位拆除军事用地上的建筑85万平方米。2016年整治浦东合庆地区時30多万平方米军事用地上的建筑被拆除。上海有47处涉及中央企业，市属国企的120多万平方米建筑也在2016年之内全部拆除。
至2016年11月底，两轮的综合治理完成，第一轮11个市级重点地块于2016年6月底全面完成、共消除违法用地365.67公顷，拆除建筑305万平方米，整治污染源963处，消除消防安全隐患2363处、生产安全隐患区1248处，关闭无证及淘汰企业1359家，查处经营企業业145家；第二轮17个市级重点地块和258个区级重点地块于2016年11月底完成，其中，17个市级地块共消除 违法用地488.63公顷，拆除建筑667.15万平方米，整治污染源1096处，消除消防安全隐患4743处、生产安全隐患2850处，关闭无证及淘汰企业4674家，查处经营企业3927家。258个区级地块共拆除违建筑1325万平方米。2015年上海全市拆违1392万平方米，2016年共拆除违法建筑5141.58万平方米。经过两轮的整治共腾出土地46平方公里，2015、2016年，上海共拆除建筑6534万平方米。第三轮生态环境综合治理确定22个市级重点地块和292个区级重點區塊。连续三轮的“五违四必”生态环境综合治理工作，仅50处市级重点整治地块就拆违约2300万平方米，上海全市共拆除建筑约1.5亿平方米。許多破墙开的门店也被拆除。
2018年初，上海市五違四必整治行動依然在继续。不少外地人因店面被拆除而離開上海，合法商鋪的租金也開始上漲。澳大利亚广播公司在談到這起整治行動時認為五違四必與北京驅趕低端人口政策類似，該媒體認為五違四必其實是一種控制人口以及清除低端人口的政治運動。2018年5月16日，上海市委书记李强在主持召开部分区委书记座谈会表示要继续抓好“五违四必”区域环境综合整治行動。2023年1月至5月，浦東新區共拆除建筑3015处、38.4万平方米。